# 佩德内拉斯
佩德内拉斯是巴西圣保罗州的一个市镇。总面积729.179平方公里，总人口40009人，人口密度54.9人/平方公里。